# Austrália nos Jogos Paralímpicos
A Austrália participou pela primeira vez dos Jogos Paralímpicos em 1960, e enviou atletas para competirem em todos os Jogos Paralímpicos de Verão desde então, em relação aos Jogos Paralímpicos de Inverno a primeira participação da Austrália foi em 1980 e participou de todas as edições desde então.